# Jeong Byeong-Jin
Jeong Byeong-Jin es un deportista surcoreano que compite en curling. Ganó una medalla de plata en el Campeonato Pan Continental de Curling Masculino de 2022.

## Palmarés internacional
| Campeonato Pan Continental | Campeonato Pan Continental | Campeonato Pan Continental | Campeonato Pan Continental |
| Año                        | Lugar                      | Medalla                    | Prueba                     |
| -------------------------- | -------------------------- | -------------------------- | -------------------------- |
| 2022                       | Calgary (Canadá)           | Medalla de plata           | Equipo                     |